# Vija Artmane
Alida Vija Artmane (ur. 21 sierpnia 1929, zm. 11 października 2008) – łotewska aktorka teatralna i filmowa.

## Życiorys
Alida Vija Artmane urodziła się w czasach, kiedy Łotwa była suwerennym państwem. Jej ojciec Franz Artmann był niemieckiego pochodzenia, zginął tragicznie w wypadku w wieku 19 lat, zaledwie cztery miesiące przed jej urodzinami. Matka Anna Zaborowska była z pochodzenia Polką.
Po wojnie Artmane przeniosła się do Rygi i zaczęła studiować na tamtejszym uniwersytecie.
W teatrze w Rydze grała role w dramatach Williama Shakespeare'a, m.in. Julię w Romeo i Julii (1953), Ofelię w Hamlecie, oraz w adaptacjach Lwa Tołstoja, takich jak Wojna i pokój, Anna Karenina i innych.
Vija Artmane uznawana była za jedną z czołowych postaci łotewskiej kultury. W okresie radzieckiej kontroli Artmane brała czynny udział w ruchu dla zachowania i wspierania łotewskiego dziedzictwa narodowego, korzystała z języka łotewskiego w literaturze i sztuce, jak również w życiu codziennym.
W 1999 otrzymała łotewską nagrodę od Ministerstwa Kultury za swój wkład dla sztuki, teatru i kina.
Artmane była żoną aktora Artura Dimitresa. Mieli dwójkę dzieci, syna i córkę.